# Zainal Abidin Shah di Pahang
Paduka Sri Sultan Zainal-Abidin Shah ibni al-Marhum Sultan Mahmud Shah (... – 1555) è stato sultano di Pahang dal 1540 al 1555.

## Primi anni di vita
Conosciuto come Raja Ismail prima della sua ascesa al trono, era il figlio maggiore del quinto sultano di Pahang Mahmud Shah e della sua prima moglie Raja Putri Olah binti al-Marhum Sultan Ahmad. Zainal Abidin Shah sposò in prime nozze Raja Putri Dewi, figlia di Mahmud Shah di Malacca e di Putri Unang Kemuning, figlia maggiore del sultano Mansur di Kelantan. In seconde nozze sposò Tun Kamala, figlia del bendahara Sri Buwana.

## Regno
Dopo la scomparsa di Mahmud Shah di Malacca avvenuta nel 1528, il Pahang sostenne suo figlio Alauddin Riayat Shah II nel fondare il sultanato di Johor e nel suo tentativo di espellere i portoghesi dalla penisola malese. Vennero tentate due incursioni, nel 1547 a Muar e nel 1551 a Malacca. Tuttavia, di fronte alle migliori armi portoghesi e alle superiori navi da guerra, le forze di Pahang e Johor furono costrette a ritirarsi in entrambe le occasioni.
Ebbe due figli e due figlie dalla sua moglie regale e altri diciotto da mogli minori e concubine.

## Morte
Morì nel 1555 e gli succedette il figlio maggiore Raja Mansur. Gli fu concesso il titolo postumo di Marhum di Bukit.